# Pat Elflein
Patrick „Pat“ Elflein (geboren am 6. Juli 1994 in Columbus, Ohio) ist ein US-amerikanischer American-Football-Spieler auf der Position des Guards für die Arizona Cardinals. Er spielte College Football für Ohio State und stand von 2017 bis 2020 bei den Minnesota Vikings in der National Football League (NFL) unter Vertrag. Anschließend spielte er auch für die New York Jets und die Carolina Panthers.

## College
Elflein wuchs in Pickerington, einem Vorort von Columbus, Ohio, auf und besuchte dort die Pickerington North Highschool. Danach ging er von 2012 bis 2016 auf die Ohio State University, wo er ab 2013 für die Ohio State Buckeyes spielte. Neben seiner späteren Position als Center, die er ab 2016 einnahm, spielte er auch als linker und überwiegend als rechter Guard. 2016 gewann Elflein die Rimington Trophy für den besten College-Football-Spieler auf der Position des Center.

## NFL

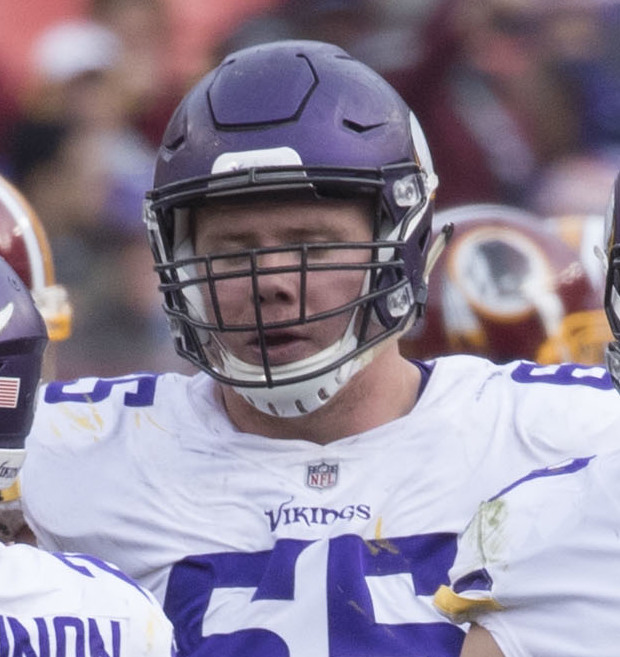
Pat Elflein (2017)

Im NFL Draft 2017 wurde Elflein in der 3. Runde an insgesamt 70. Stelle von den Minnesota Vikings ausgewählt. Mike Mayock, ehemaliger NFL-Spieler und Analyst für NFL Network, beurteilte Elflein als einen der technisch versiertesten Offensive Linemen im Draft. Bei den Vikings unterschrieb er einen Vierjahresvertrag über etwa 3,8 Millionen US-Dollar.
Er lief ab der ersten Woche seiner Rookiesaison als Starter auf und spielte in 14 Partien, in Woche 14 und 17 fiel er verletzungsbedingt aus. Seine Leistungen in dieser ersten Saison als Profi brachten ihm eine Berufung in das PFWA NFL All-Rookie Team ein.
In der Saison 2018 fehlte Elflein in den ersten drei Begegnungen der Saison.
Nachdem die Vikings im NFL Draft 2019 den Center Garrett Bradbury in der ersten Runde auswählten, wechselte Elflein auf die Position des linken Guards. Nach einer enttäuschenden Saison als linker Guard wechselte Elflein 2020 auf die Position des rechten Guards. Nachdem er sich vor dem zweiten Saisonspiel eine Daumenverletzung zugezogen hatte, setzten ihn die Vikings auf die Injured Reserve List.
Am 14. November 2020 wurde Elflein von den Vikings entlassen. Daraufhin wurde er über die Waiver-Liste von den New York Jets verpflichtet. Bei den Jets wurde er nach dem verletzungsbedingten Ausfall von Alex Lewis zum Starter für den Rest der Saison.
Im März 2021 unterschrieb Elflein einen Dreijahresvertrag über 13,5 Millionen Dollar bei den Carolina Panthers. Elflein ging als Starter auf der Position des Left Guards in die Saison. Am zweiten Spieltag verletzte er sich gegen die New Orleans Saints am Oberschenkel und fiel für mehrere Wochen aus. Anschließend spielte er ab Woche 10 als Ersatz für Matt Paradis für den Rest der Saison als Center. In der Vorbereitung auf die Saison 2022 konkurrierte Elflein mit Neuzugang Bradley Bozeman um die Position als Center in der Startaufstellung und ging als Starter in die Saison, nachdem Bozeman sich in der Preseason verletzt hatte. Wegen einer Hüftverletzung fiel Elflein nach sechs Spielen für den Rest der Saison aus. Am 14. März 2023 wurde Elflein von den Panthers entlassen.
Am 25. Juli 2023 nahmen die Arizona Cardinals Elflein unter Vertrag. Er wurde vor Saisonbeginn auf die Injured Reserve List gesetzt und kam somit 2023 nicht zum Einsatz.
Im August 2024 nahmen die San Francisco 49ers Elflein unter Vertrag. Er verletzte sich aber kurz darauf im Training und einigte sich wenig später mit den 49ers auf eine Auflösung seines Vertrags.